# Zbigniew Okorski
Zbigniew Andrzej Okorski (ur. 3 stycznia 1954 w Warszawie) – polski polityk i działacz społeczny, honorowy prezes Związku Towarzystw Gimnastycznych "Sokół" w Polsce.

## Praca zawodowa
Studiował weterynarię i historię sztuki. Przez kilkanaście lat pracował w Pracowni Konserwacji Zabytków. Brał udział w odbudowie Zamku Królewskiego w Warszawie, pracach konserwatorskich w Pałacu w Wilanowie, Łazienkach Królewskich, Belwederze, w Dworku Chopina w Żelazowej Woli, Zamku i Kolegiacie w Pułtusku, Trybunale Lubelskim, Rynku Starego Miasta w Warszawie i przy wielu innych obiektach w kraju i za granicą. Członek Stowarzyszenia Konserwatorów Zabytków.

## Działalność polityczna
Od początku lat 70. związany z "salonem", gdzie był jednym z najbliższych współpracowników mec. Siemaszki. W latach 80. stworzył własną sieć dystrybucji prasy podziemnej. Współtworzył pisma Słowo Narodowe i Nowe Horyzonty. W ramach "sekretariatu" Stronnictwa Narodowego tworzył jego krajowe struktury - SND, w którym był członkiem władz naczelnych. W 1997 bez powodzenia ubiegał się o mandat posła na Sejm w okręgu warszawskim z listy Polskiego Stronnictwa Ludowego. W wyborach samorządowych w 2002 bez powodzenia ubiegał się o mandat radnego warszawskiej dzielnicy Żoliborz z listy Ligi Polskich Rodzin.

## Działalność w Sokole
Reaktywował Towarzystwo Gimnastyczne "Sokół" w Warszawie, zarejestrowane 10 stycznia 1989 jako pierwsze po delegalizacji w PRL (Sokół Macierz), otwierając tym samym możliwość rejestracji innym gniazdom w kraju. Od tego czasu pełni funkcję prezesa.
1 marca 1990 został zarejestrowany odrodzony Związek Towarzystw Gimnastycznych "Sokół" w Polsce, którego prezesem został Okorski. Funkcję tę pełnił przez 10 lat. Doprowadził do współpracy Sokoła z wojskiem.

## Wyróżnienia i odznaczenia
- Medal Stulecia Odzyskanej Niepodległości (2022)[3]
- Złoty Medal za Zasługi dla Obronności Kraju (2019)[4]
- Złoty Krzyż Zasługi (2017)[5]
- Medal Zasłużony dla Obronności Kraju (srebrny);
- „Miecze Hallerowskie” - Stowarzyszenie Weteranów Armii Polskiej w Ameryce;
- „Legia Honorowa” Polskiego Sokoła w Ameryce (brązowa, srebrna, złota);
- „Legia Honorowa” Związku Sokołów Polskich w Wielkiej Brytanii (brązowa, srebrna, złota);
- Medal Jubileuszowy Duszpasterstwa Akademickiego (brązowy);
- Odznaka Budowniczego Zamku - Zamek Królewski w Warszawie.